# Oneirodes epithales
Oneirodes epithales är en fiskart som beskrevs av Orr, 1991. Oneirodes epithales ingår i släktet Oneirodes och familjen Oneirodidae. IUCN kategoriserar arten globalt som otillräckligt studerad. Inga underarter finns listade i Catalogue of Life.